# Onithochiton hirasei
Onithochiton hirasei är en blötdjursart som beskrevs av Henry Augustus Pilsbry 1901. Onithochiton hirasei ingår i släktet Onithochiton och familjen Chitonidae. Inga underarter finns listade i Catalogue of Life.